# Контрольный список
Контрольный список (также перечень, таблица, карта, чек-лист) — список факторов, свойств, параметров, аспектов, компонентов, критериев или задач, структурированных особым образом с целью достижения поставленных задач.

## Общая характеристика контрольных таблиц
- Контрольные таблицы являются мнемоническим устройством, то есть они сводят к минимуму возможность упущения важной информации. Таким образом, они напрямую снижают вероятность совершения ошибок «от незнания».
- Контрольные таблицы упрощают подачу информации, то есть с ними проще работать, нежели, например, со статистическим анализом. Это повышает надёжность получаемых на выходе заключений.
- Контрольные таблицы снижают эффект ореола, то есть тенденцию повышенного влияния одного крайне ценного фактора на проводимую оценку. Полностью устранить данный эффект получается довольно редко, однако таблицы, предоставляя возможность делить весь объём информации на составные части и проводить оценку частей, играют большую роль в снижении его влияния.
- Контрольные таблицы снижают эффект Роршаха, то есть тенденцию оценщика видеть то, что он хочет видеть. Это также достигается путём разделения имеющейся информации на составные части.
- Контрольные таблицы объединяют в себе огромный объём специфической информации о предмете оценки. Таким образом, они представляют собой накопленные данные об определённых областях знания, структурированные так, чтобы достигались поставленные цели.
- Контрольную таблицу составить гораздо проще, чем вывести теорию, хотя и таблицы, и теории могут служить достижению одной и той же цели.
- Контрольные таблицы повышают обоснованность, надёжность, правдоподобность оценки, а также увеличивают объём знаний о предмете оценки.

## Типы контрольных таблиц
Выделяются шесть основных типов контрольных таблиц:
1. Подробный список/перечень (англ. laundry list). Используется исключительно в качестве мнемонического устройства и нацелен на упрощение понимания и восприятия информации. Он состоит из набора категорий, которые могут находиться в любой последовательности без особого ущерба точности содержащихся в нём данных. Однако большую роль играет содержимое самих категорий, от которого зависит правдивость получаемых оценок. Поэтому повышенное внимание к группировке данных по категориям при составлении подробного перечня позволяет избежать множества ошибок. Отсюда идёт сравнение с сортировкой белья разных цветов при стирке и альтернативный перевод с английского языка названия laundry list как списка белья, отданного в стирку.
2. Высокопоследовательная контрольная таблица (англ. strongly sequential checklist). В данной таблице последовательность размещения данных оказывает непосредственное влияние на получаемый результат, вследствие чего ключевым этапом работы над созданием данной таблицы является именно корректное размещение имеющейся информации. В качестве примера можно привести предполётную контрольную таблицу, которая используется персоналом многих авиакомпаний для того, чтобы, например, определить возможность дальнейшей эксплуатации конкретного самолёта. В ней важна строгая последовательность характеристик с целью получения адекватной оценки машины.
3. Низкопоследовательная контрольная таблица (англ. weakly sequential checklist). Для данного типа контрольных таблиц последовательность размещения данных играет скорее некую психологическую роль, нежели логическую. Примером тому может послужить момент разработки стандартов оценивания программ, когда Д. Л. Стафлбиму казалось, что критерий тщательности должен непременно стоять после критерия полезности. Он мотивировал это тем, что скрупулёзность оценки не важна, если программа не доказала свою полезность. Таким образом, хотя на общий результат такая перестановка влияния не оказывает, она позволяет повысить эффективность проводимой оценки.
4. Повторяющаяся контрольная таблица (англ. iterative checklist). Главной особенностью данного типа контрольных таблиц является множественность переходов. То есть в процессе составления повторяющейся таблицы специально создаётся возможность рассматривать некоторые данные вне представленной очерёдности и возвращаться неограниченное число раз к вышестоящим категориям, постепенно опускаясь вниз по списку. В то же время часть информации расположена по порядку. Таким образом, повторяющаяся контрольная таблица является одновременно и последовательной и непоследовательной. Примером может послужить ключевая контрольная таблица.
5. Диагностическая контрольная таблица (англ. diagnostic checklist). Данный тип контрольных таблиц основан на разнообразных блок-схемах и широко применяется систематиками и механиками. Результатом её использования является заключения описательного или оценочного вида. В качестве примера можно привести таблицу по устранению неисправностей, результатом которой всегда является оценочный вывод, отражающий найденные неисправности.
6. Контрольная таблица оценки качества (англ. criteria of merit checklist). Такого рода таблицы используются тогда, когда, например, необходимо провести оценку компетенции учителей, оценку проведения оценки компетенции учителей; оценку тех, кто проводит оценку компетенции учителей и т. д. Примеров сфер, где может быть использована контрольная таблица оценки качества, — бесчисленное множество. В основу таких таблиц положена система очков: количество набранных баллов зависит от степени важности, а их сумма влияет на общую ценность. Их главной проблемой является то, что для получения правдивого результата необходимо в полной мере учитывать все компоненты оценки и избегать их дублирования, а достижение этой цели не всегда представляется возможным.

## Требования к составлению контрольных таблиц
Несмотря на то, что каждый оценщик вправе выдвигать собственные требования к составляемой им таблице, существует некий общепринятый набор требований, который, однако, не является исчерпывающим.
- Контрольная таблица должна быть максимально полной, то есть не иметь значительных упущений данных.
- Критерии оценки должны быть подтверждаемы, измеряемы и надёжны.
- Пункты таблицы должны относиться к одной области знания.
- Критерии оценки должны быть сопоставимыми.
- Контрольная таблица должна быть лаконичной, то есть не включать ненужных критериев.
- Критерии оценки должны быть ясными, понятными и подходящими.

## Использование контрольных списков в компании
Контрольные списки обширно используются как частными пользователями — повседневные контрольные списки для ведения «домашнего списка дел», так и компаниями, как инструментом контроля внутреннего и внешнего состояния объектов проверки, контроля за соблюдением внутренних бизнес-процессов, контроля за соблюдением стандартов обслуживания.
Контрольный список имеет несколько синонимов, все они имеют один смысл:
- Контрольный список
- Анкета
- Карта проверок
- Карта вопросов

Как правило, контрольные списки используются компаниями, как инструмент контроля:
- внутреннего и внешнего состояния магазина
- контроля за соблюдением выкладки на витринах
- для оценки качества работы сотрудников
- соблюдения бизнес-стандартов
- организации работы товароведов и торговых представителей
- контроль ОПС (охрана пожарной сигнализации)
- контроль экономической безопасности
- отслеживания цен конкурентов

и многое другое.
Основные проблемы, с которыми сталкиваются компании при работе с контрольными списками:
- Необходим бумажный носитель
- Неудобство заполнения
- Длительный процесс переноса данных с бумажного носителя
- Вероятность подмены данных
- Невозможность установки принудительных ответов
- Длительный срок доставки отчёта до руководителя
- Неудобство хранения и поиска контрольных списков и информации в них
- Неудобная работа с фотографиями
- Отсутствие технической возможности использования excel

Многие из указанных проблем решены в системах электронных контрольных списков. Подобные IT-сервисы упрощают не только использование контрольных списков, но и процесс последующего анализа полученных результатов.

#### Готовые контрольные списки
Очень часто отсутствуют готовые контрольные списки проверок. В этом случае можно использовать готовые шаблоны контрольных списков, однако это будет неэффективно, так как у каждой компании есть свои особенности, следовательно и контрольные списки должны быть свои.